# خورشیدگرفتگی ۱۲ اکتبر ۱۹۳۹
خورشیدگرفتگی ۱۲ اکتبر ۱۹۳۹ (به انگلیسی: Solar eclipse of October 12, 1939) یک خورشیدگرفتگی از نوع خورشیدگرفتگی کامل است. این خورشیدگرفتگی در تاریخ ۱۲ اکتبر ۱۹۳۹ میلادی (‎۱۹ مهر ۱۳۱۸ خورشیدی) روی داد که زمان اوج آن، ساعت ۲۰:۴۰:۲۳ به‌وقت ساعت هماهنگ جهانی بوده‌است. مدت زمان و طول این خورشیدگرفتگی ۱ دقیقه و ۳۲ ثانیه بود.